# Stilpon lunatus
Stilpon lunatus är en tvåvingeart som först beskrevs av Walker 1851.  Stilpon lunatus ingår i släktet Stilpon och familjen puckeldansflugor. Arten har ej påträffats i Sverige. Inga underarter finns listade i Catalogue of Life.